# Mary McKinney
Mary McKinney (30 mai 1873 – 2 février 1987) était une supercentenaire américaine décédée à l'âge de 113 ans et 248 jours, doyenne de l'humanité du 21 octobre 1986 jusqu'à sa mort. Son âge a été validé par le Groupe de recherche en gérontologie.

## Biographie
Mary McKinney, de son nom de naissance Mary Elizabeth Wallace,  est née en Californie, aux États-Unis, le 30 mai 1873. Elle a brièvement été reconnue par le Livre Guinness des records comme la personne la plus âgée du monde. Après le décès de sa compatriote Mamie Eva Keith, âgée de 113 ans, en septembre 1986, elle est devenue la « personne la plus âgée du monde » selon le Livre Guinness des records. Cependant, son propre décès cinq mois plus tard à Sacramento, en Californie, l'a empêchée de figurer dans le livre des records, même si sa reconnaissance au Livre Guinness des records a fait la une des journaux.
Mary McKinney est décédée à Sacramento, en Californie, aux États-Unis, le 2 février 1987, à l'âge de 113 ans et 248 jours.